# Friedrich Eckbrecht Dürckheim-Montmartin
Friedrich Eckbrecht Dürckheim-Montmartin (25. února 1823 Thürnhofen – 29. ledna 1888 Hagenberg im Mühlkreis) byl rakouský šlechtic a politik, v 2. polovině 19. století poslanec Říšské rady.

## Biografie
Pocházel ze starobylého šlechtického roku. Jeho otec Alfred byl vrchním hofmistrem na bavorském královském dvoře. Friedrich získal vzdělání a pak vstoupil do rakouské armády. Po delší dobu byl rytmistrem u 7. hulánského regimentu. 22. dubna 1861 byl povýšen na majora. Zároveň se stal pobočníkem císaře. V roce 1863 byl v hodnosti majora převelen k 4. hulánskému regimentu. V roce 1864 odešel z aktivní služby. Žil pak na zámku v hornorakouském Hagenbergu im Mühlkreis. Roku 1862 získal titul c. k. komořího.
Po odchodu z armády byl aktivní politicky. V roce 1867 byl zvolen na Hornorakouský zemský sněm za kurii velkostatkářskou. Zemský sněm ho 23. února 1867 zvolil i do Říšské rady (tehdy ještě volené nepřímo) za kurii velkostatkářskou v Horních Rakousích. Do parlamentu se vrátil v doplňovacích přímých volbách roku 1880, opět za velkostatkářskou kurii v Horních Rakousích. Slib složil 10. května 1880. V zákonodárných sborech byl členem provídeňsky orientované Strany ústavověrného velkostatku.
V dubnu 1862 se ve Vídni oženil s hraběnkou Marií Františkou z Althannu (1832–1920) se kterou měl pět dětí.
- Anna Marie (26. 5. 1864 Hagenberg – 5. 12. 1942 tamtéž), svobodná a bezdětná[4]
- Marie Alžběta (8. 6. 1865 Hagenberg – 5. 1. 1960 tamtéž), svobodná a bezdětná[5]
- Georg Friedrich (7. 10. 1866 Hagenberg – 22. 11. 1928 tamtéž), manž. 1904 baronka Gabriela Sternbachová (5. 11. 1881 Třešť – 2. 1. 1956 Hagenberg)[6]
- Žofie Teerezie (25. 1. 1871 Hagenberg – 19. 5. 1938 Steyr), svobodná a bezdětná[7]
- Alfred Karel (24. 7. 1873 Hagenberg – 13. 7. 1917 Salcburk), manž. 1911 Helena Saint Julien-Wallsee (6. 12. 1890 Bregenz – 27. 4. 1980 Štýrský Hradec)[8]